# Streichquartett F-Dur nach Sonate op. 14,1 (Beethoven)
Das Streichquartett in F-Dur nach der Klaviersonate op. 14 Nr.1 in E-Dur ist ein Streichquartett von Ludwig van Beethoven. Es ist die einzige vom Komponisten selbst vorgenommene Bearbeitung einer seine Klaviersonaten für ein Streichquartett-Ensemble, mit der Beethoven offenkundig sehr zufrieden war. In einem Brief an seinen Verleger Breitkopf & Härtel in Leipzig schrieb er 1802, „Ich habe eine einzige Sonate von mir in ein Quartett für Geigeninstrumente verwandelt, ... und ich weiß gewiß, das macht mir leicht nicht ein anderer nach.“
Die zugrundeliegende Klaviersonate Nr. 9 entstand in den Jahren 1798 und 1799 und ist der Baronin Josefa von Braun gewidmet. Das darauf basierende Streichquartett erschien 1802 im "Bureau d'Arts et d'Industrie" in Wien. Es ist prinzipiell einen Halbton höher transponiert, folgt aber ansonsten im Wesentlichen dem Klaviersatz. Allerdings hat Beethoven an verschiedenen Stellen im Detail kleine, auf die Eigentümlichkeiten von Streichinstrumenten eingehende, Veränderungen vorgenommen. So zum Beispiel die Umformung von gebrochenen Klavierakkorden in Tremolofiguren (1. Satz) oder synkopierte Linearität (3. Satz), das Herausschälen melodisch-thematischer Konturen aus klavieristischem Figurenwerk (Mittelteil des 3. Satzes) oder Veränderungen in den Abstufungen der Dynamik. Im zitierten Brief an Breitkopf & Härtel äußerte sich Beethoven auch konkret zu diesem Vorgehen: „Da nicht allein ganze Stellen gänzlich wegbleiben und umgeändert werden müssen, so muß man - noch hinzutun.“